# Serguei Gorlukóvitx
Serguei Gorlukóvitx   (Baruny, 18 de novembre de 1961) és un exfutbolista rus, belarús de naixement, de la dècada de 1990.
Fou 21 cops internacional amb la selecció de la Unió Soviètica i 17 cops amb la de Rússia.
Pel que fa a clubs, defensà els colors de Lokomotiv Moscou, Borussia Dortmund, Bayer Uerdingen i Spartak Moscou.